# 코비 메이누
코비 보아텡 메이누(영어: Kobbie Boateng Mainoo, 영어 발음: /ˈkɔːbɪ ˈmeɪnuː/ 2005년 4월 19일~)는 잉글랜드의 축구 선수로 포지션은 미드필더이다. 현재 맨체스터 유나이티드와 잉글랜드 축구 국가대표팀에서 활동하고 있다. 대한민국에서는 성 Mainoo를 로마자 그대로 읽은 코비 마이누로도 알려져 있다.
2022년 맨체스터 유나이티드 FC의 유소년팀에 입단해 2023년 지미 머피 올해의 영 플레이어상을 받았고 2023년 1월 EFL컵 경기에서 맨체스터 유나이티드 1군에 데뷔했다. 2021년 잉글랜드 U-17 축구 국가대표팀에 발탁되어 연령별 대표팀들에서 활동했고 2024년 3월 잉글랜드 축구 국가대표팀에 데뷔했다.

## 수상

### 구단
맨체스터 유나이티드
- EFL컵 : 우승 (2022-23)
- FA컵 우승 : 2023-24